# Elezioni regionali in Valle d'Aosta del 2013
Le elezioni regionali in Valle d'Aosta del 2013 si tennero il 26 maggio per il rinnovo del Consiglio regionale.

## Legge elettorale
La legge elettorale valdostana prevede un voto di lista Hare-Niemeyer con premio di maggioranza e soglia di sbarramento. I seggi garantiti per i vincitori sono 18 se la maggioranza è relativa, o 21 se è assoluta.

## Risultati
| Liste                                           | Voti   | %      | Seggi | +/- seggi |
| ----------------------------------------------- | ------ | ------ | ----- | --------- |
| Union Valdôtaine                                | 24.121 | 33,47% | 13    | 4         |
| Stella Alpina - Lega Nord                       | 8.824  | 12,25% | 5     | 1         |
| Fédération Autonomiste - Unione di Centro       | 1.572  | 2,18%  | 0     | 2         |
| Coalizione Vallée d'Aoste                       | 34.517 | 47,90% | 18    | 5         |
| Union Valdôtaine Progressiste                   | 13.843 | 19,21% | 7     | 7         |
| Autonomie Liberté Participation Écologie (ALPE) | 8.943  | 12,41% | 5     | Stabile   |
| Partito Democratico                             | 6.401  | 8,88%  | 3     | Stabile   |
| Coalizione Autonomie Liberté Démocratie         | 29.187 | 40,50% | 15    | 7         |
| Movimento 5 Stelle                              | 4.773  | 6,62%  | 2     | 2         |
| Il Popolo della Libertà                         | 2.961  | 4,21%  | 0     | 4         |
| LeAli                                           | 622    | 0,86%  | 0     | Stabile   |
| Totale                                          | 72.060 | 100%   | 35    | =         |

|                | Valore  | Percentuale |
| -------------- | ------- | ----------- |
| Iscritti       | 102.633 | 100%        |
| Votanti        | 74.955  | 73,03%      |
| Schede bianche | 674     | 0,90%       |
| Schede nulle   | 2.222   | 2,96%       |
| Voti validi    | 72.060  | 96,14%      |

## Gli eletti
- ALPE: Patrizia Morelli (Capogruppo), Alberto Bertin (Vicecapogruppo), Chantal Certan, Albert Chatrian, Fabrizio Roscio.
- Movimento 5 Stelle: Stefano Ferrero (Capogruppo), Roberto Cognetta (Vicecapogruppo).
- PD-Sinistra VdA: Raimondo Donzel (Capogruppo), Jean-Pierre Guichardaz (Vicecapogruppo), Carmela Fontana.
- Stella Alpina: Stefano Borrello (Capogruppo), André Lanièce (Vicecapogruppo), Mauro Baccega, Pierluigi Marquis, Marco Viérin. Tutti gli eletti sono di Stella Alpina; la prima delle due candidate appartenenti alla Lega Nord, Nicoletta Spelgatti, è dodicesima in ordine di preferenze.
- Union Valdôtaine: Ego Perron (Capogruppo),  Claudio Restano (Vicecapogruppo), Luca Bianchi, Joël Farcoz, David Follien, Antonio Fosson, Giuseppe Isabellon, Leonardo La Torre, Aurelio Marguerettaz, Marilena Péaquin, Emily Rini, Augusto Rollandin, Renzo Testolin.
- Union Valdôtaine Progressiste: Luigi Bertschy (Capogruppo), Elso Gérandin (Vicecapogruppo), Nello Fabbri, Vincenzo Grosjean, Alessandro Nogara, Andrea Rosset, Laurent Viérin.